# Scaptomyza mimula
Scaptomyza mimula är en tvåvingeart som beskrevs av Hardy 1965. Scaptomyza mimula ingår i släktet Scaptomyza och familjen daggflugor. Inga underarter finns listade i Catalogue of Life.